# 2015 في الجزائر
تحتوي هذه المقالة على أهم الأحداث التي شهدتها الجزائر في 2015، إضافة إلى أهم الشخصيات الجزائرية المولودة والمتوفية في هذه السنة.

## الحكومة
- الرئيس: عبد العزيز بوتفليقة منذ 2014
- الوزير الأول في الحكومة : عبد المالك سلال (حكومة سلال الثالثة ثم الرابعة)

## الأحداث

### مايو
- 14 مايو : أعلن رئيس الجمهورية الجزائرية، بعد احتفاظه بحقيبة الدفاع الوطني، واستشار الوزير الأول عبد المالك سلال عن التشكيلة الحكومية الجديدة (حكومة سلال الرابعة) :[1]

## وفيات

### يناير
- فتيحة بربار - ممثلة (70 سنة).

### فبراير
- 6 فبراير : آسيا جبار كاتبة وأديبة وسينمائية ومؤرخة وعضو أكاديمية العلوم الفرنسية (78 سنة)[2]

### أبريل
- 5 أبريل : سيد علي كويرات - ممثل سينمائي وصاحب رائعة الأفيون والعصا (82 سنة).
- 28 أبريل – خير الله عصار – أكاديمي وأديب وناقد جزائري من أصل سوري (79 سنة).

### مايو
- 1 مايو: عمار العسكري - سينمائي (73 سنة).

### يونيو
- جميلة بوعزة مجاهدة (77 سنة)
- بن عمر بختي مخرج سينمائي (70 سنة)

### يوليو
- 5 يوليو : عبد الرحمان سوخان - لاعب كرة قدم (78 سنة)[3]

### نوفمبر
- نوفمبر: عبد النور بقة - مجاهد ووزير سابق للشباب والرياضة ورئيس سابق للفيدرالية الجزائرية لكرة القدم (80 سنة)

### ديسمبر
- 23 ديسمبر: حسين آيت أحمد - سياسي جزائري وأحد قادة الثورة الجزائرية في جبهة التحرير الوطني وأبرز المعارضين بعد استقلال البلاد.